# 圣巴特利爵教堂 (苏豪广场)

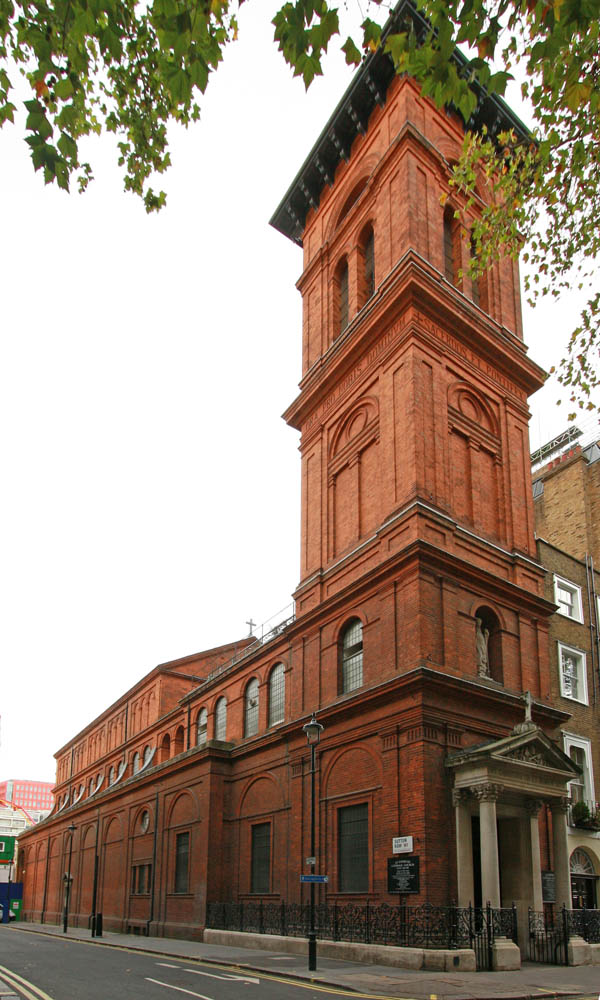
外观

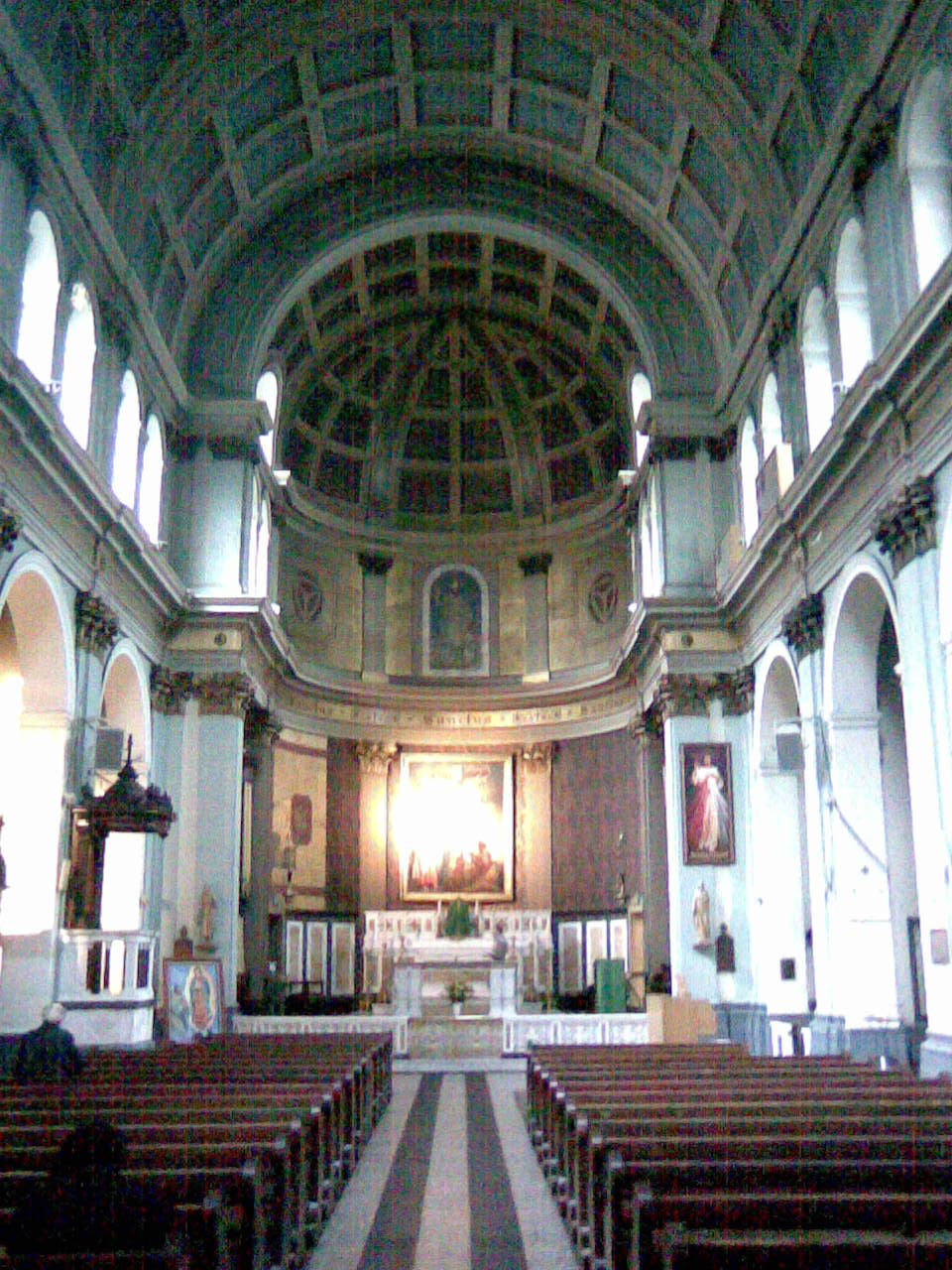
内部

圣巴特利爵教堂（St Patrick's Church）是一座大型罗马天主教本堂区圣堂，位于伦敦苏活广场，于1792年9月29日祝圣，是英格兰宗教改革后第一座天主教堂。该教堂拥有很大的地下墓穴。 
目前的教堂建于1891年到1893年，由利兹的约翰·凯利设计，取代早先较小的天主教小堂。这座教堂的形状不寻常的长，因当时情形所局限。该建筑有一砖砌钟楼。正门有一带科林斯式柱的罗马式门廊。入口上方的题词是："VT CHRISTIANI ITA ET ROMANI SITIS"。